# Stortjärnen (Ströms socken, Jämtland, 712023-146372)
Stortjärnen är en sjö i Strömsunds kommun i Jämtland och ingår i Ångermanälvens huvudavrinningsområde.